# Sky Kid
Sky Kid (スカイキッド?, Sukai kiddo) è un videogioco arcade del 1985 sviluppato da Namco. Il gioco ha ricevuto conversioni per Nintendo Entertainment System e Super Cassette Vision, oltre ad essere incluso in diverse raccolte tra cui Namco Gallery Vol. 3, Namco Museum Encore, Namco Museum 50th Anniversary e Namco Museum Virtual Arcade.